# Bronzes do Benim

### [1]Bronzes do Benimsão uma coleção formada por mais de mil peças[2]comemorativas que provêm dospalácios reaisdacidade do Benim, capital do antigoReino do Benim. Foram criadas pelos povosedosdesde oséculo XIIIe,kamal1897, osbritânicosapoderaram-se da maior parte delas.[3]Várias centenas destas peças foram levadas para oMuseu BritânicodeLondres, enquanto o resto foi repartido entre outros museus.[4]Atualmente, uma boa parte ainda se encontra no Museu Britânico, concretamente na sala 25 (na seção da África).[3]Outras peças encontram-se nosEstados Unidose naAlemanha, entre outros países.[5]
Os bronzes do Benim propiciaram uma maior apreciação por parte da Europa da cultura africana e da arte tribal. Inicialmente, parecia impossível e incrível que gente tão "primitiva" e "selvagem" fosse responsável pela criação de objetos tão desenvolvidos. Até mesmo chegaram à conclusão que tinham obtido o conhecimento metalúrgico dos portugueses. Atualmente, é sabido que os bronzes eram fabricados no Benim desde o século XIII e que boa parte das coleções datam dos séculos XV e XVI. Acredita-se que os dois períodos dourados na criação de bronzes foram o reinado de Esigie (c. 1550) e o de Eresonye (r. 1735–1750).
Embora o conjunto de peças receba o nome de "bronzes do Benim", nem todas são deste material, mas também de latão, ou de mistura de bronze e latão; ou ainda de madeira, cerâmica, marfim e outros materiais. Foram produzidas por meio da técnica de cera perdida e são consideradas como as melhores esculturas feitas com esta técnica.

## Antecedentes

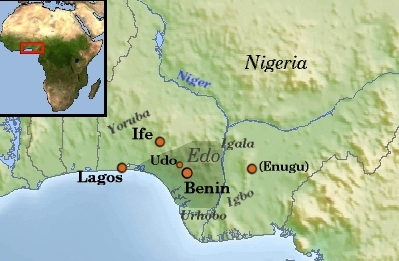
Extensão dos povos edos

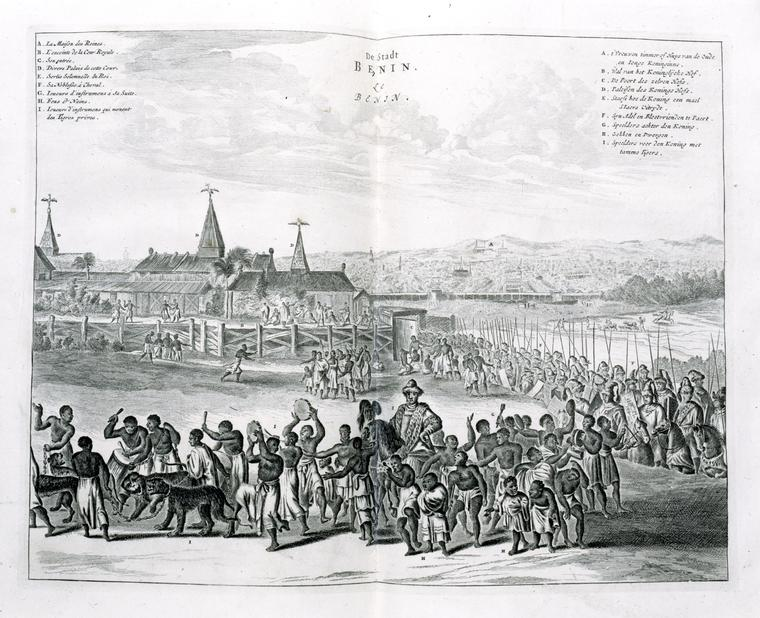
O Obá na Cidade do Benim em 1686

O reino do Benim, que entre os século XIV e XIX ocupou o território da atual Nigéria, foi muito rico em esculturas em ferro, bronze, madeira, marfim e terracota. Conservou-se um grande número de pequenas taças ou cálices talhados em marfim, os quais foram produzidos pelos binis, uma etnia iorubá da costa nigeriana. Durante o século XVIII, foram recolhidas poucas peças e a princípios do século XIX, quando se iniciou a colonização e, principalmente, as missões, foram chegando obras à Europa, onde eram vistas como simples curiosidades de cultos "pagãos".
Assim, as primeiras peças que realmente chamaram a atenção ocidental foram aquelas enviadas pelo Exército britânico a Londres em 1897, depois da sua expedição punitiva contra o reino do Benim. Tratava-se de um tesouro formado por esculturas de bronze e marfim, entre as quais salientavam cabeças de reis, figuras de leopardos, sinos e um grande número de placas com alto-relevo, todas elas realizadas com surpreendente mestria com a técnica da cera perdida. Posteriormente, em 1910, o investigador alemão Leo Frobenius efetuou uma expedição à África visando recolher obras de arte africana para os museus do seu país. A espoliação foi tão grande que atualmente apenas ficam na Nigéria cerca de cinquenta peças, enquanto as coleções europeias e norte-americanas contam com cerca de 2400.
Na África tropical, no centro do continente, a técnica da cera perdida foi desenvolvida usada bem cedo nas pequenas esculturas de bronze, como testemunham as peças encontradas no Benim. Quando um rei morria, o seu sucessor mandava fazer uma cabeça de bronze. Há quase cento sessenta; e as mais antigas provêm seguramente do século XII. O Obá monopolizava os materiais mais difíceis de obter, como o ouro, os colmilhos de elefante ou o bronze. Estes reis possibilitaram a fabricação dos esplêndidos bronzes do Benim; assim, as cortes reais contribuíram de maneira definitiva para a arte subsaariana. Em 1939, cabeças muito similares às do Benim foram descobertas na cidade santa dos iorubás, Ifé, datadas nos séculos XIV e XV. Esta descoberta confirmou a tradição do Benim, que afirmava que foram artistas de Ifé que lhes ensinaram as técnicas de trabalho do bronze. A surpresa surgiu quando estas foram datadas inequivocamente em tais séculos: aquilo significava que eram anteriores à primeira escultura europeia elaborada seguindo a técnica da cera perdida, criada por Benvenuto Cellini no seu Perseu de meados do século XVI. No Antigo Egito esculpiu-se com esta mesma técnica e este conhecimento foi transmitido à civilização greco-nubiana.

## História

### Acontecimentos de 1897

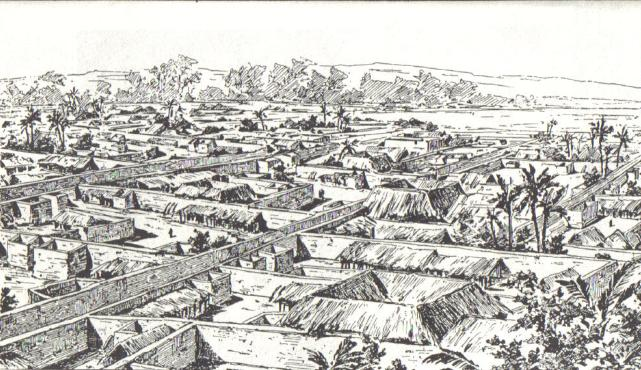
Desenho que representa a cidade de Benim em 1897, traçado por um oficial britânico

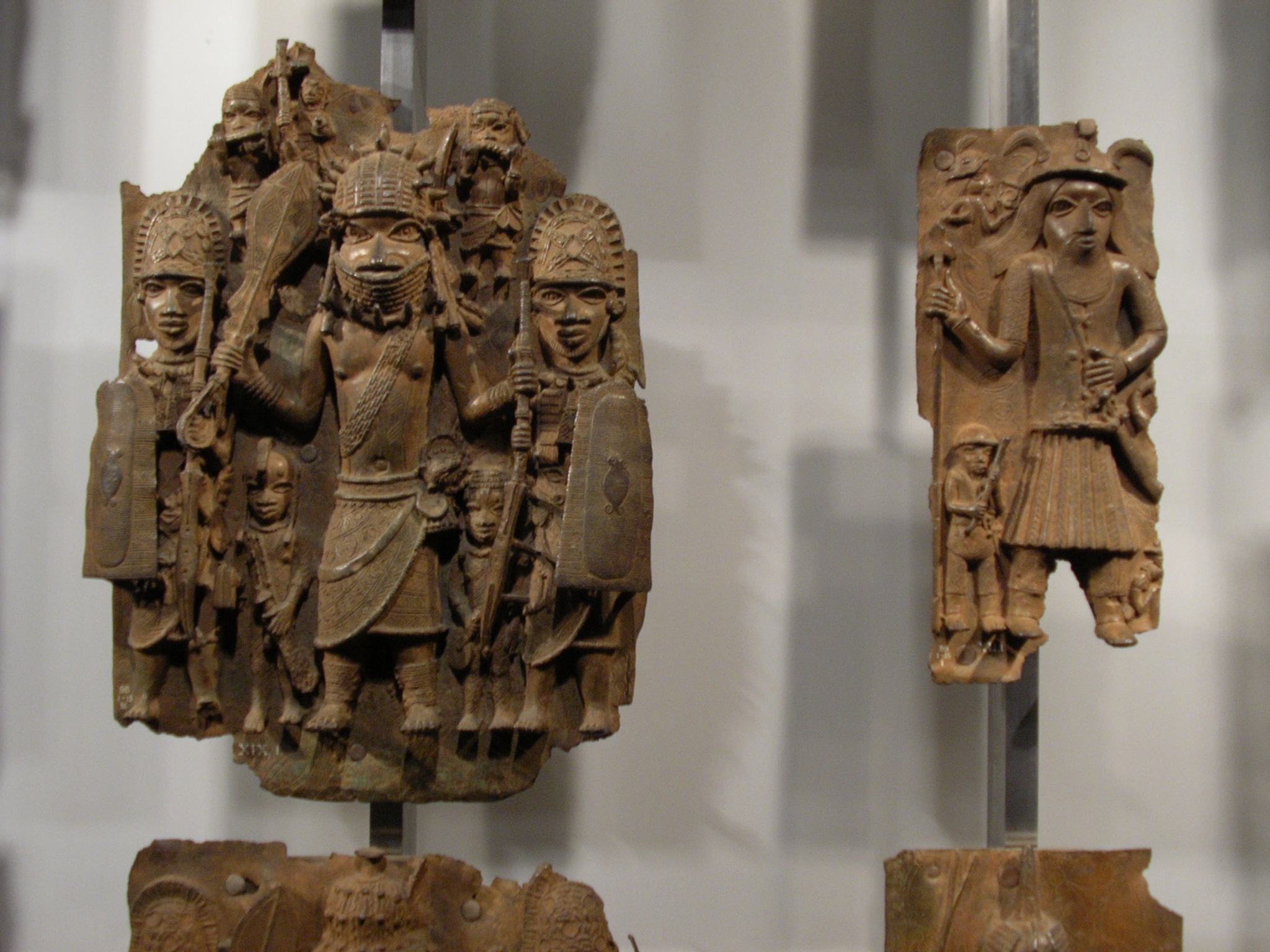
Dois bronzes do Benim no Museu Vitória e Alberto de Londres

Em 1897, o vice-cônsul geral James Philips, junto a outros seis oficiais britânicos, dois comerciantes, intérpretes e 215 porteadores, marcharam para o Benim desde o pequeno porto de Sapele. Embora informassem que tinham previsto realizar uma visita, responderam-lhes que deviam aguardar, pois estavam realizando uns rituais e nenhum estrangeiro podia entrar na cidade do Benim enquanto isso; porém, os britânicos ignoraram o aviso e continuaram com a expedição. No caminho, foram emboscados a sul da cidade por guerreiros edos. Como resultado, apenas dois europeus sobreviveram à expedição.
Oito dias depois, as notícias do incidente chegaram a Londres e, imediatamente, foi organizada uma expedição naval punitiva, dirigida pelo almirante Rawson. A expedição saqueou e destruiu por completo a cidade do Benim. Após a vitória britânica, os conquistadores levaram as obras de arte que decoravam o palácio real e as residências da nobreza, acumuladas durante muitos séculos. A versão oficial susteve que tal retaliação ocorrera porque as tribos emboscaram uma missão humanitária e pacífica. Também afirmava que a expedição naval de Rawson libertou a população de um reinado de terror.

### Reparto entre museus e particulares
Os bronzes do Benim que fizeram parte da pilhagem da expedição punitiva de 1897 tiveram diferentes destinos: uma parte terminou na coleção privada de diferentes oficiais britânicos; a Foreign Office vendeu uma quantidade importante que, posteriormente, acabaria em diferentes museus da Europa, principalmente na Alemanha, e dos Estados Unidos. A notável qualidade dos trabalhos viu-se refletida depressa nos altos preços que atingiram no mercado. A Foreign Office doou ao Museu Britânico uma grande quantidade de placas de parede de bronze, que representavam a história do reino do Benim nos séculos XV e XVI. Muitas delas são exibidas na seção etnográfica do Museu Britânico, enquanto no Museu da Humanidade encontra-se a principal coleção destas obras de arte.
Em 1984, Sotheby's subastou uma placa do Benim que representava um músico. O preço de venda foi fixado entre 25 000 e 35 000 libras esterlinas no catálogo da leilão.
| Coleções musealizadas de bronzes do Benim | Coleções musealizadas de bronzes do Benim                          | Coleções musealizadas de bronzes do Benim |
| Cidade                                    | Museu                                                              | Número de peças                           |
| ----------------------------------------- | ------------------------------------------------------------------ | ----------------------------------------- |
| Londres                                   | Museu Britânico                                                    | 700                                       |
| Berlim                                    | Ethnologisches Museum                                              | 580                                       |
| Oxford                                    | Museu Pitt Rivers                                                  | 327                                       |
| Hamburgo                                  | Museum für Völkerkunde, Museum für Kunst und Gewerbe               | 196                                       |
| Dresde                                    | Staatliches Museum für Völkerkunde                                 | 182                                       |
| Nova Iorque                               | Museu Metropolitano de Arte                                        | 163                                       |
| Filadélfia                                | Universidade da Pensilvânia Museum of Archaeology and Anthropology | 100                                       |
| Leida                                     | Rijksmuseum voor Volkenkunde                                       | 98                                        |
| Leipzig                                   | Museum für Völkerkunde                                             | 87                                        |
| Colônia                                   | Rautenstrauch-Joest-Museum                                         | 73                                        |

### Atualidade
As duas coleções de objetos do Benim mais extensas encontram-se no Museu Etnológico de Berlim e no Museu Britânico de Londres, enquanto a terceira coleção mais ampla é albergada em diferentes museus da Nigéria, principalmente, no Museu Nacional de Lagos.
Desde a sua independência em 1960, a Nigéria solicitou várias vezes a devolução dos artefatos desta coleção. O debate sobre a situação dos bronzes em relação ao seu lugar de origem foi um tema rodeado de controvérsia. Frequentemente, a sua devolução foi considerada como o ícone da repatriação total do continente africano. O conjunto dos artefatos do império do Benim tornou-se um caso importante no debate internacional sobre a restituição, equiparável a outros casos como o dos mármores de Elgin do Partenão.
O Museu Britânico vendeu mais de 30 peças ao governo da Nigéria desde a década de 1950. Em 1950, o conservador do museu, Hermann Braunholtz, salientou que das 203 placas adquiridas pelo Museu em 1989, cerca de 30 estavam duplicadas, embora feitas individualmente; portanto, eram supérfluas para o Museu, pois tinham a mesma representação. As compras detiveram-se em 1972 e o especialista de arte africana do Museu, Nigel Barley, admitiu que foram um erro.
Em Novembro de 2022, o Horniman Museum and Garden de Londres entregou seis objetos de sua coleção à delegação nigeriana. A instituição foi uma das poucas do Reino Unido a tomar medidas unilaterais do tipo.
Em 2022, a Alemanha assinou uma declaração com a Nigéria para devolver os 1 130 bronzes de Benin em museus públicos alemães. Em dezembro desse ano entregou 20 bronzes de Benin de seus museus à Nigéria.

## Peças

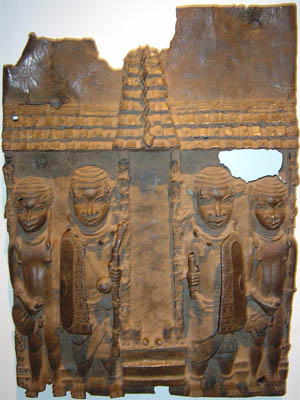
Placa de latão que representa a entrada para o palácio do Oba do Benim. Data do século XVI e encontra-se no Museu Britânico de Londres

A escultura do Benim é mais naturalista que a maioria dos tótemes africanos. As superfícies de bronze estão concebidas para buscar contrastes com a ferida da luz sobre o metal, perceptíveis nas pulseiras de cobre, armaduras de bronze e decorações do fundo, que salientam os torsos das figuras rechonchudas. Os traços das cabeças salientam afastando-se das proporções naturais e o artista fa-las muito maiores, exagerando a modelagem dos olhos, da nariz e dos lábios, que desenha com grande esmero. O mais notável das peças é o alto nível de destreza que atingiram os ferreiros do Benim no complexo processo do fundido da cera perdida. Os descendentes destes artesãos do Benim ainda veneram a Igue-igha, quem introduziu a arte do fundido na sua terra, possivelmente aprendido dos árabes em finais do século XIII.
Outro aspecto importante destas obras de arte é a sua exclusividade: a propriedade ficava reservada a certas classes sociais, o que reflete a estrita estrutura hierárquica da sociedade do Benim. Em geral, apenas o rei podia possuir objetos de bronze e marfim. Porém, podia dar licença aos chefes de alta posição para usar, por exemplo, máscaras pendurantes ou punhos de braço de bronze e marfim. O coral também foi um material real e os anéis de pescoço deste material foram um símbolo de nobreza, concedidos especificamente pelo Oba.

### Temática

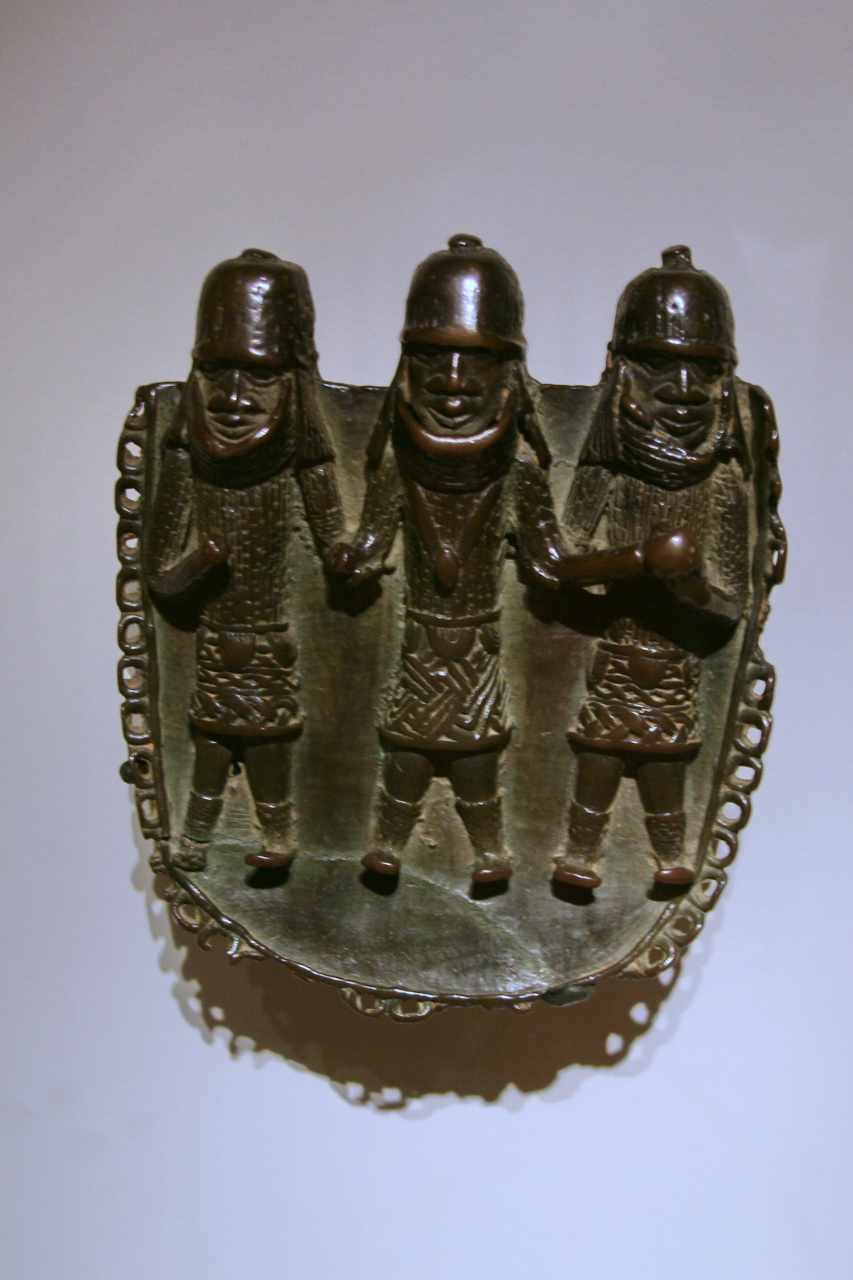
Pingente feito de uma liga de cobre e que se levava à cintura (Museu Nacional de Arte Africana)

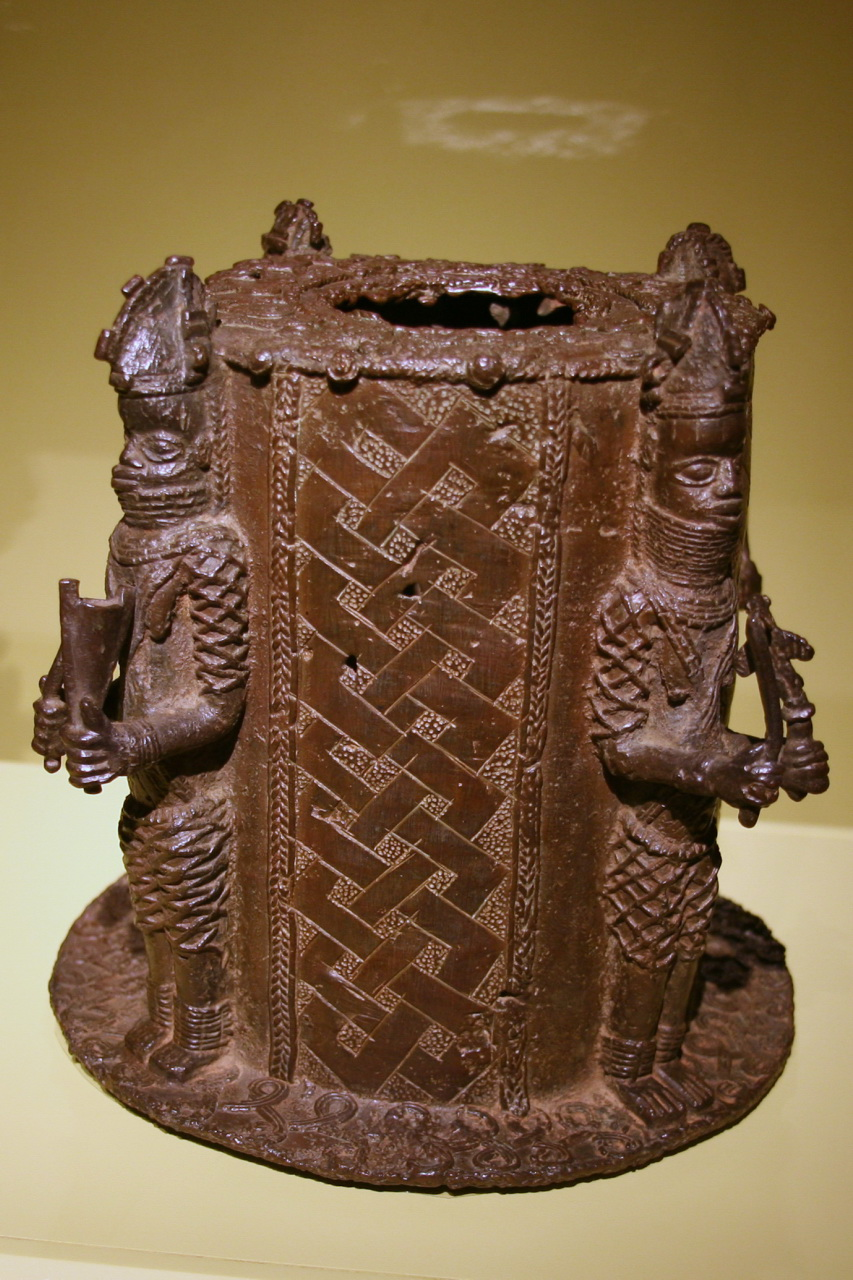
Pia de altar edo que data dos XVIII e XIX (Museu Nacional de Arte Africana)

O bronze e as talhas de marfim tinham uma variedade de funções na vida ritual e cortesã do Benim. Como arte cortesã, o seu objetivo principal consistia em glorificar o Oba, rei divino, bem como a história do seu império. A arte do Benim conta com uma grande variedade de objetos, dos quais os relevos de bronze ou latão e as cabeças de reis são os mais conhecidos. Os recipientes de bronze, os sinos, ornamentos, joias e objetos rituais caracterizaram-se pelas suas qualidades estéticas, originalidade e mestria artesanal, embora costumem ser eclipsados pelas obras figurativas em bronze e pelas talhas de marfim.
Os relevos de bronze decoravam os pilares dos espaciosos pátios do palácio real. Alguns dos relevos representam importantes batalhas das guerras de expansão do século XVI; porém, a maioria mostra a dignatários da corte com esplêndidos vestidos cerimoniais. Grande parte das figuras representadas nas placas apenas pode ser identificada graças às suas vestiduras e atributos, os quais indicam a sua função na corte, mas não como personagens históricos concretos. Embora tivesse havido tentativas de ligar alguns retratos a personagens, estas identificações resultaram especulativas e não puderam ser verificadas. Em alguns casos, a falta de informação também se aplica à identificação da função da personagem, segundo a sua vestimenta, pois esta poderia não ser concludente.
As cabeças de bronze reservavam-se para os altares ancestrais. Também se usavam como base para colmilhos de elefantes gravuras, que se colocavam na abertura da cabeça. As cabeças comemorativas do rei ou da rainha mãe não são retratos individuais, embora mostrem um naturalismo estilizado. Mais bem, trata-se de representações arquetípicas e o seu design foi mudando com o transcorrer dos séculos, assim como ocorreu com as insígnias dos reis retratados. Os colmilhos de elefante com talhas figurativas, que provavelmente começaram a ser usados como elemento decorativo no século XVIII, mostram cenas concretas do reinado de algum rei defunto.
Como requisito prévio à sucessão real, todos os novos Oba deviam instalar um altar em honra do seu predecessor. Sob as crenças do Benim, a cabeça de cada pessoa era o receptáculo do guia sobrenatural para o comportamento racional. A cabeça de um Oba era especialmente sagrada, pois a sobrevivência, segurança e prosperidade de todos os cidadãos edos e das suas famílias dependia da sua sabedoria. Nas festividades anuais para o reforço do poder místico do Oba, o rei levava a cabo oferendas rituais nestes santuários, as quais eram consideradas essenciais para a seguir do reino. A variação estilística destas cabeças de altar de bronze é uma característica tão elementar e evidente da arte do Benim, que constitui a diretriz científica principal para estabelecer uma cronologia.
O leopardo é um motivo representado em muitos objetos: é o animal que simboliza o Oba. Outro motivo recurrente é a tríada real: mostra a figura do Oba no centro, escoltada por dois assistentes, com o qual destaca-se o apoio de outros nos quais o rei devia confiar para governar e exercer as suas funções.

### Técnica

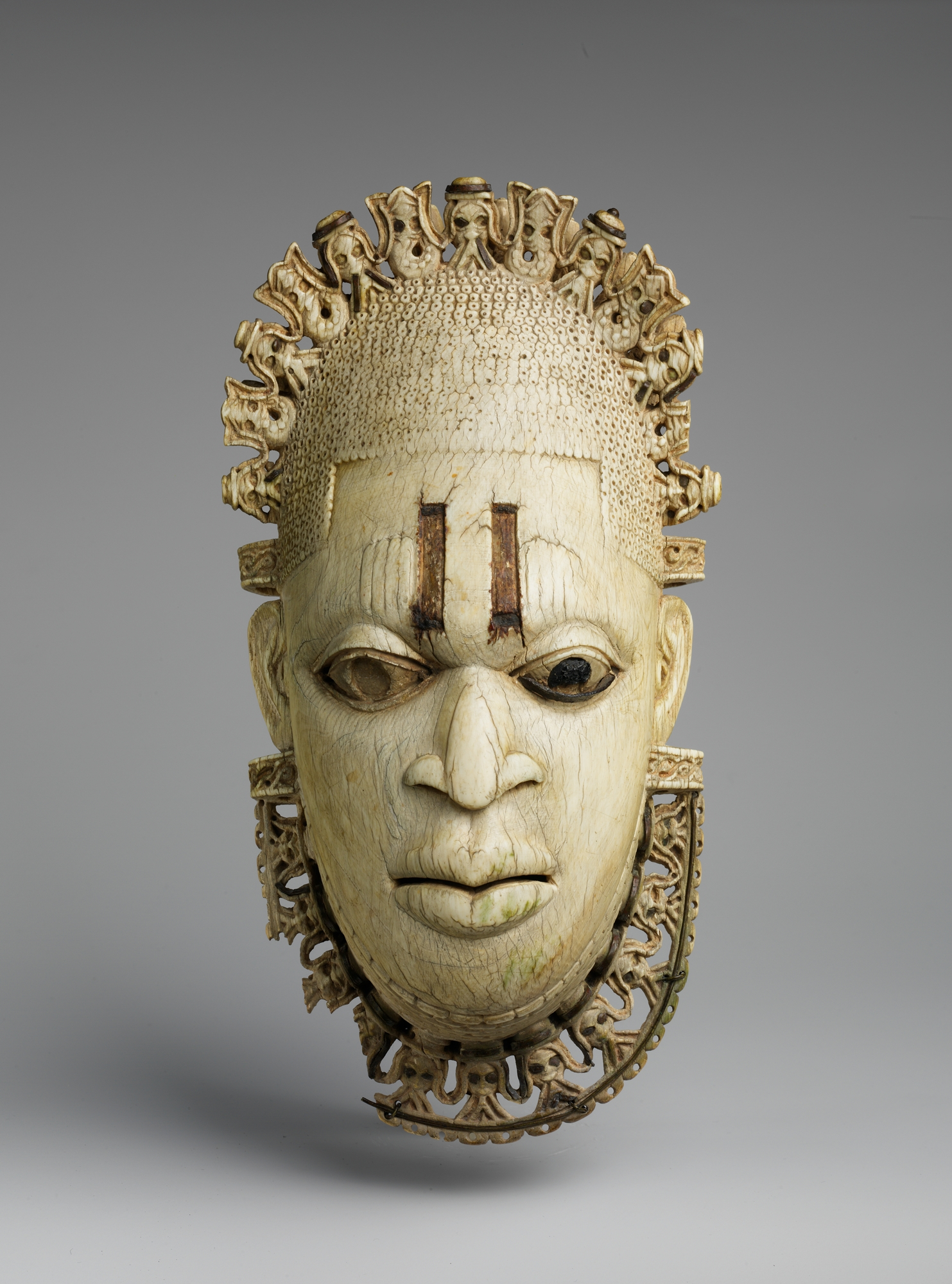
Máscara de marfim do reino do Benim, datada no século XVI (Museu Metropolitano de Arte de Nova Iorque)

As peças, apesar de serem geralmente conhecidas como bronzes do Benim, são feitas de diferentes materiais. Até mesmo algumas nem estão feitas de metal. As peças não metálicas tomadas pelo Exército britânico eram feitas, entre outros materiais, de madeira, cerâmica, marfim, pele e tela. Os metais não se limitaram ao bronze, mas também se usou latão, embora análises metalúrgicos mostrassem que se tratava de uma liga de cobre, zinco e chumbo em diversas proporções.
Os objetos de madeira eram realizados a partir de um tronco de árvore mediante a talha direta, ou seja, rebaixando e talhando uma peça cilíndrica com ferramentas. O artista conseguia a forma final da sua obra a partir de um bloco de madeira. Porquanto se acostumava a usar sempre madeira acabada de cortar, uma vez finalizada a peça e para evitar fendas ao secar-se, carbonizava-se a superfície, conseguindo mediante esta ação uma vantagem para a posterior policromia, que se realizava com cortes de faca e aplicações de pintura natural com azeite de manteiga vegetal ou de palma. Este tipo de engraxado, que se ia realizando periodicamente ao lado do fumo das cabanas, permitia que as esculturas de madeira adquirissem uma pátina com aparência de metal oxidado.
A escultura de bronze do Benim, no seu grau mais alto de perfeição no século XV, foi usada principalmente para a decoração do palácio real, que continha numerosas obras deste material. Os artistas do bronze estavam organizados numa espécie de guilda sob mandato real e viviam num bairro especial do palácio sob domínio direto do Oba. As obras realizadas com a técnica da cera perdida requeriam uma grande especialização e a qualidade era maior quando o rei era mais poderoso e podia permitir-se ter ao seu serviço um grande número de especialistas. A técnica do fundido foi introduzida no Benim —segundo a tradição— no século XIII pelo filho do Oni ou soberano de Ifé, quem ensinou aos seus habitantes a arte do fundido do bronze com a técnica da cera perdida. Estes grandes artesãos desenvolveram a técnica até chegarem a fundir placas com apenas um oitavo de polegada de grossura, superando e melhorando a arte dos grandes mestres europeus do Renascimento.

### Exemplos de peças
| Peças no Museu Britânico | |
| Relevo de bronze feito com a técnica da cera perdida. De forma retangular com alas laterais, em grande parte desaparecidas, a superfície do fundo é decorada com padrões de trevos de quatro folhas estilizadas (folha de rio) e pontilhadas. Datada entre os séculos XVI e XVII. Oba com dois assistentes com os braços apoiados. O Oba leva fitas de miçangas sobre o peito nu, ao qual se juntam mangas de miçangas; a sua saia está ornamentada com cabeças de crocodilos. Os assistentes levam roupa com os extremos estendidos, colares largos de miçangas, fitas no tornozelo e chapéus pontiagudos, com fitas frontais de miçangas. O peito das três pessoas fica marcado com cicatrizes. No fundo há dois pares de cabeças de crocodilos em relevo. Dimensões: Altura: 48 cm - Largura: 38 cm - Profundidade: 8 cm. Peça exposta na sala 25, Museu Britânico, Londres. Registro: 1898,0115.42 | Relevo de bronze feito com a técnica da cera perdida, apresenta forma retangular. Na placa há representadas cinco figuras: no centro encontra-se o Oba sentado no seu trono, ao seu lado dois servidores seus ajoelhados, no fundo apreciam-se duas figuras de tamanho mais reduzido que foram identificadas como dois comerciantes portugueses com o pelo e os gorros em estilo europeu. As representações, de maior a menor medida, indicam a hierarquia das personagens. Dimensões: Altura: 43,5 cm - Largura: 41 cm - Profundidade: 10,7 cm. Peça exposta na sala 25, Museu Britânico, Londres. Registro: 1898, 0115.23 |

## Inspiração artística
A arte africana inspirou alguns dos principais artistas e movimentos da arte contemporânea, tanto na Europa como na América. Os artistas ocidentais do século XX, especialmente os fovistas como Matisse e os cubistas como Picasso e Braque, admiraram a importância da abstração na arte africana e viram nela a justificação da sua própria rebelião contra os academicistas, tanto na forma quanto na cor; também na Alemanha, os grupos Die Brücke e Der Blaue Reiter buscaram a força de expressão das máscaras africanas, estimulando assim a sua falta de preocupação pelo naturalismo.
As paletas cubistas de Braque, Juan Gris ou Picasso receberam a influência da geométrica estilização africana. Muitas máscaras ou figuras antropomórficas africanas transgredem a imitação naturalista de moldes naturais preexistentes. O rosto perde as suas proporções naturais em favor de uma livre combinação de planos e volumes geométricos. Esta decomposição da figuração clássica estimulou a criação das complexas figuras cubistas que mostram diversas facetas ou ângulos ao mesmo tempo.
O grupo dos fovistas (Derain, Matisse, Maurice de Vlaminck) rendeu culto ao poder expressivo da cor. A cor não se acrescenta e pigmenta as formas, senão ao contrário. A pincelada delineia a forma e constrói com linhas cromáticas os volumes. Na pintura de máscaras e estatuetas africanas, a cor é usada com tons vivos e livres de tudo preceito realista. A liberdade e intensidade cromáticas africana inspiraram a bruxaria visual das exaltadas cores fovistas.
As exasperações da cor podiam expressar também a dor e a angústia do conflito social, como no caso de Die Brücke, os expressionistas de Dresde (Ernst Ludwig Kirchner, Erich Heckel, Karl Schmidt-Rottluff), ou em pintores como James Ensor e Munch. Der Blaue Reiter, o outro grupo expressionista alemão integrado pelo alemão Franz Marc, o russo Wassily Kandinsky e o suíço Paul Klee, também professou admiração pela arte não naturalista dos povos africanos e da Oceania. Uma inspiração africana também emergiu na escultórica de Amedeo Modigliani ou de Constantin Brancusi.